# Rhynchosia cinerea
Rhynchosia cinerea là một loài thực vật có hoa trong họ Đậu. Loài này được Nash miêu tả khoa học đầu tiên.